# Nadwaga
Nadwaga – zaburzenie hormonalne wywołane: przejadaniem się oraz małą aktywnością fizyczną - kluczowe czynniki złego stylu życia, skutkujące nagromadzeniem białej tkanki tłuszczowej w organizmie przekraczające 13 – 18% masy ciała u mężczyzn i 18 – 25% masy ciała w przypadku kobiet. Nadwaga staje się typową cechą w populacjach obszarów zurbanizowanych krajów rozwijających się oraz rozwiniętych. Na świecie liczba osób z nadwagą stale się powiększa dotycząc przeciętnie połowy badanych populacji, wzrasta wraz z wiekiem, zwłaszcza wśród kobiet. W Polsce nadwaga częściej dotyka mężczyzn (62%) niż kobiet (46%). Powszechność tego zaburzenia w krajach rozwiniętych może być związana z mniejszą zawartością tkanki mięśniowej oraz wpływem czynników stresowych (regulujących) antropogenicznych w stosunku do czynników naturalnych na układ hormonalny i nerwowy człowieka.
W przypadku nadwagi lub otyłości istotne jest miejsce odkładania się tkanki tłuszczowej. Najgorzej rokujący jest przyrost tkanki tłuszczowej w okolicy brzucha tzw. otyłość brzuszna, stłuszczenie narządów wewnętrznych np. stłuszczenie wątroby (alkoholowe i niealkoholowe), w przypadku tętnic groźna jest miażdżyca.
Tkanka tłuszczowa w organizmie spełnia wiele istotnych do życia funkcji, jednak nadmierny rozrost tej aktywnie hormonalnie tkanki jest dla organizmu niekorzystny i sprzyja rozwojowi miejscowego i uogólnionego przewlekłego stanu zapalnego, głównie za sprawą wydzielanych przez ten gruczoł cytokinin prozaplanych, a także sprzyjać rozwojowi stresu oksydacyjnego odpowiedzialnego za szybsze starzenie się tkanek organizmu, zwłaszcza w przypadku ubogiej w składniki odżywcze diety. Wpływ stresu oksydacyjnego najlepiej jest widoczny w kondycji tkanki łącznej stanowiącej ponad 60% masy ciała np. przedwczesne opadanie narządów obecnie nieraz już u osób w średnim wieku, co przekłada się na gorszą ich pracę i dodatkowy wzrost stanów zapalnych i pojawienie się bólu. Dalszym ryzykiem wysokiej zawartości tkanki tłuszczowej może być rozwinięcie się różnych form otyłości i związanych z nim powikłań.
Uważa się, że stres oksydacyjny synergizowany przez tkankę tłuszczową w niewielkich ilościach pozwala lepiej zwalczać patogeny oraz nowotwory. Jednak nadmiernie rozwinięta tkanka tłuszczowa w pewnych sytuacjach może być współodpowiedzialna za burzę cytokin skutkującą uszkodzeniem narządów wewnętrznych takich jak m.in. serce, płuca, wątroba, tętnice.

## Zawartość tkanki tłuszczowej w ciele
Każdy człowiek ma indywidualny optymalny dla zdrowia zakres zawartości tkanki tłuszczowej, w ramach którego jego organizm funkcjonuje najlepiej, a zdrowie nie pogarsza się. Powszechnie uważa się, że optymalny dla zdrowia procent tkanki tłuszczowej powinien mieścić się w zakresie 13 – 18% dla mężczyzn i 18 – 25% dla kobiet.
| wiek  | niedowaga | optimum | nadwaga | otyłość |
| ----- | --------- | ------- | ------- | ------- |
| 20-40 | ≤ 21      | 21 – 33 | 33 – 39 | ≥ 39    |
| 41-60 | ≤ 23      | 23 – 34 | 35 – 40 | ≥ 40    |
| 61-79 | ≤ 24      | 24 – 36 | 36 – 42 | ≥ 42    |

| wiek  | niedowaga | optimum | nadwaga | otyłość |
| ----- | --------- | ------- | ------- | ------- |
| 20-40 | ≤ 8       | 8 – 20  | 20 – 25 | ≥ 25    |
| 41-60 | ≤ 11      | 11 – 22 | 22 – 28 | ≥ 28    |
| 61-79 | ≤ 13      | 13 – 25 | 25 – 30 | ≥ 30    |

|                                  | kobiety | mężczyźni |
| -------------------------------- | ------- | --------- |
| tłuszcz fizjologicznie niezbędny | 10 – 13 | 2 – 5     |
| sportowcy                        | 14 – 20 | 6 – 13    |
| fitness                          | 21 – 24 | 14 – 17   |
| nadwaga                          | 25 – 31 | 18-24     |
| otyłość                          | ≥ 32    | ≥ 25      |

## Rozpoznanie
Istnieje wiele technik diagnozowania masy oraz składu ciała osób dorosłych i dzieci. Za najdokładniejsze w diagnostyce stanu zdrowia uważa się te pozwalające na określenie procentowej zawartość tkanki tłuszczowej w ciele, jednak z uwagi na kosztowność, czasochłonności, ciągłość pomiarów oraz skomplikowanie technik pomiaru i klasyfikacji czy dana osoba, populacja mieści się w optymalnym zakresie masy ciała, w praktyce najczęściej wykorzystywana jest klasyfikacja wykorzystująca zakresy BMI i obwód pasa, z pomocą technik pozwalających oznaczyć skład ciała. Spośród wskaźników nadwagi i otyłości bazujących na pomiarach antropometrycznych najbardziej wiarygodny jest wskaźnik RFM.

### Względna zawartość tkanki tłuszczowej(inne języki)(ang. Relative Fat Mass) RFM[15]
Wzór RFM jest uważany za bardziej wiarygodny w diagnostyce nadwagi i otyłości oraz cukrzycy niż BMI. Zaletą tego wzoru w odróżnieniu od BMI jest uzyskanie szacunkowej zawartości tkanki tłuszczowej zakumulowanej w ciele.
W przypadku kobiet
{\displaystyle RFM=76-(20*(wzrost/talia))}
W przypadku mężczyzn
{\displaystyle RFM=64-(20*(wzrost/talia))}

### Zakresy BMI
Uważa się, że dla populacji osób dorosłych, o przeciętnych warunkach umięśnienia wskaźnik masy ciała tzw. BMI, jeśli zostanie skorygowany o wskaźniki społeczno-demograficzne może dobrze szacować ryzyko zdrowotne wynikające ze zmiany BMI, jednak do wskaźnika BMI należny podchodzić z rozwagą.  Wykorzystanie wskaźnika BMI w badaniach populacji przed rokiem 1980, uznawanego przez WHO za początek światowej epidemii otyłości, jest problematyczne, ponieważ obecnie wskaźnik ten kojarzony jest powszechnie z otłuszczeniem ciała, jednak wcześniej wyższy wskaźnik BMI był charakterystyczny dla osób dobrze odżywionych, pracujących fizycznie, sportowców i wynikał z wyższej zawartości tkanki mięśniowej, która jest gęstsza i cięższa od tkanki tłuszczowej.
|  | Kategoria           | BMI (kg/m²) | Masa ciała | Ryzyko chorób towarzyszących otyłości                                     |
|  | ------------------- | ----------- | ---------- | ------------------------------------------------------------------------- |
|  | wygłodzenie         | < 16,0      | niedowaga  | minimalne, ale zwiększony poziom wystąpienia innych problemów zdrowotnych |
|  | wychudzenie         | 16,0–16,99  | niedowaga  | minimalne, ale zwiększony poziom wystąpienia innych problemów zdrowotnych |
|  | niedowaga           | 17,0–18,49  | niedowaga  | minimalne, ale zwiększony poziom wystąpienia innych problemów zdrowotnych |
|  | pożądana masa ciała | 18,5–24,99  | optimum    | minimalne                                                                 |
|  | nadwaga             | 25,0–29,99  | nadwaga    | średnie1                                                                  |
|  | otyłość I stopnia   | 30,0–34,99  | otyłość    | wysokie                                                                   |
|  | otyłość II stopnia  | 35,0–39,99  | otyłość    | bardzo wysokie                                                            |
|  | otyłość III stopnia | ≥ 40,0      | otyłość    | ekstremalny poziom ryzyka                                                 |

1 – w przypadku BMI > 27 kg/m², otyłości brzusznej ryzyko chorób towarzyszących oceniane jest jako wysokie.
Pożądany BMI zależy od wieku wynosi odpowiednio:
- 19 – 24 lata: 19 – 24
- 25 – 34 lata: 20 – 25
- 35 – 44 lata: 21 – 26
- 45 – 54 lata: 22 – 27
- 55 – 64 lata: 23 – 28
- ponad 64 lata: 24 – 29

Lekka nadwaga w zakresie BMI 25 kg/m² u osób starszych, bez chorób współistniejących, leczonych β-adrenolitykami i inhibitorami konwertazy angiotensyny pozwala w lepszej kondycji przetrwać dłuższe stany chorobowe związane z niewydolnością serca, chorbą wieńcową tzw. paradoks otyłości. Osoby otyłe metabolicznie zdrowe cechują się większą śmiertelnością od osób o prawidłowej wadze ciała metabolicznie zdrowych.

### Obwód pasa
W diagnostyce otyłości brzusznej i zespołu metabolicznego wykorzystuje się stosunek obwodu talii do obwodu bioder
- wartość prawidłowa dla mężczyzn – od 0,9 do 1
- wartość prawidłowa dla kobiet – od 0,7 do 0,8
- obwód brzucha mierzony na poziomie talii nie powinien przekraczać połowy pomiaru wzrostu

### Procentowa zawartość tkanki tłuszczowej w ciele
Pomiary pozwalające na precyzyjne określenie rozmieszczenia i procentowej zawartości tkanki tłuszczowej w ciele ze względu na koszty, wymagany dostęp do specjalistycznej aparatury, staranność wykonania pomiaru wykonywanego przez przeszkolony personel wykorzystywane są najczęściej w badaniach naukowych i specjalistycznych.
- Pomiar grubości fałdu skórnego. Skóra w pewnych punktach ciała (np. pod łopatką lub na ramieniu) jest „uszczypnięta” i dokonywany jest pomiar grubości tak uchwyconego fałdu skórnego[25]. Dzięki temu zmierzona jest grubość warstwy tkanki tłuszczowej pod skórą, która pozwala wyliczyć całkowitą ilość tkanki tłuszczowej w organizmie. Metoda ta może być dość dokładna dla wielu ludzi, lecz zakłada pewien wzorzec rozmieszczenia tkanki tłuszczowej na ciele wobec czego nie można jej zastosować dla wszystkich osób oraz nie uwzględnia tkanki tłuszczowej nie będącej bezpośrednio pod skórą. Z uwagi na potrzebę wysokiej wiedzy i praktyki, zarówno pomiar, jak i jego analiza musi być wykonana przez profesjonalistę a pacjenci nie mogą jej stosować samodzielnie[4].

- Analiza impedancji bioelektrycznej. Dokonywany jest pomiar oporu elektrycznego przepuszczając przez ciało niewielki prąd elektryczny. Ponieważ tkanka tłuszczowa i mięśniowa przewodzą prąd elektryczny inaczej, metoda ta pozwala na bezpośredni pomiar procentowej ilości tkanki tłuszczowej w stosunku do masy mięśniowej. W przeszłości ta technika mogła być przeprowadzona tylko przez wykwalifikowany personel ze specjalnym sprzętem aby wyniki były wiarygodne. Obecnie można nabyć domowe zestawy pozwalające dokonywać pomiarów samodzielnie po minimalnym przeszkoleniu. Pomimo poprawy prostoty pomiaru na przestrzeni lat, to jednak istnieje wiele czynników, które mogą mieć wpływ na wyniki, włączając w to wilgotność i temperaturę ciała. Należy więc zachować ostrożność przeprowadzając pomiar aby zapewnić dokładność wyników. Metoda ta zawyża procent tkanki tłuszczowej u osób szczupłych i muskularnych o 2 – 5%, a u ludzi z nadwagą zaniża o ten sam procent[4].
- Ważenie hydrostatyczne. Uznawana za jedną z najdokładniejszych metod pomiaru ilości tkanki tłuszczowej. Jej dokładność szacowana jest na 97 – 98%[4]. Polega ona na całkowitym zanurzeniu pacjenta w wodzie i pomiaru jego masy za pomocą specjalnego sprzętu w zanurzeniu. Zmierzona masa jest następnie porównywana do „masy suchej” zmierzonej w sposób standardowy aby obliczyć ogólną gęstość ciała. Ponieważ tkanka tłuszczowa ma mniejszą gęstość niż tkanka mięśniowa, ostrożne zastosowanie tej techniki może dostarczyć dość bliskie oszacowanie zawartości tkanki tłuszczowej w organizmie. Jednak ta technika wymaga drogiego specjalistycznego sprzętu i wyszkolonego personelu aby ją odpowiednio stosować.
- Densytometria kostna (DEXA). Obrazowanie DEXA, pierwotnie stosowane do pomiaru gęstości kości, zaczęto również wykorzystywać jako precyzyjnej metody określania zawartości tkanki tłuszczowej w ciele wykorzystując różnice gęstości poszczególnych tkanek do określania, w których częściach znajduje się tkanka tłuszczowa. Taki test jest powszechnie uznawany za bardzo dokładny, dokładność > 98%[4], lecz wymaga dużo drogiego sprzętu medycznego i wykwalifikowanego personelu do jego wykonania.

- Body Volume Index (BVI). Wskaźnik objętości ciała został opracowany w roku 2000 jako alternatywny dla BMI komputerowy pomiar ludzkiego ciała w celu diagnozowania otyłości. Do wyznaczenia wskaźnika objętości ciała wykorzystuje się oprogramowanie 3D do utworzenia dokładnego trójwymiarowego obrazu ludzkiego ciała i dlatego wartości BVI mogą być różne pomiędzy osobami o takim samym BMI, lecz mającymi inną budowę i inny rozkład masy. BVI uwzględnia jak rozmieszczona jest masa człowieka i gdzie znajduje się tkanka tłuszczowa, a nie skupia się na całkowitej masie i całkowitej ilości tkanki tłuszczowej rozmieszczonej centralnie dookoła brzucha znanej powszechnie jako otyłość brzuszna. W ostatnich latach nastąpiło przekonanie, że otyłość brzuszna stanowi większe zagrożenie dla zdrowia[26].

### Diagnozowanie nadwagi u dzieci i młodzieży
U dzieci i młodzieży w wieku od 2 lat do 18 lat odstępstwa od prawidłowego rozwoju są diagnozowane na podstawie pomiaru masy ciała, wzrostu naniesionego na siatkę centylową.
Na siatce centylowej wykreślone są tzw. kanały centylowe, które informują jaki procent dzieci w populacji referencyjnej w danym wieku osiąga określona wartość graniczną.
- nadwaga jest diagnozowana w przypadku kiedy punkt odcięcia wskaźnika BMI na siatce centylowej jest na poziomie 85 centyla lub powyżej, ale poniżej 95 centyla dla wieku, płci i wzrostu.
- otyłość, kiedy BMI wynosi co najmniej 95 centyla dla wieku, płci i wzrostu.

## Wpływ na zdrowie
Nadmierne odkładanie się tkanki tłuszczowej w ciele jest czynnikiem ryzyka rozwoju szeregu chorób przewlekłych, m.in.:
- nadwaga oraz różne postacie otyłości

- astma[12]
- choroby układu krążenia[14] i oddechowego
- zawał[14], udar
- cukrzyca typu 2
- nadciśnienie tętnicze
- niektóre nowotwory
- choroby zwyrodnieniowe kości
- bezdech senny, arytmia[32]
- zaburzenia psychiczne
- niealkoholowe stłuszczenie wątroby
- choroby nerek
- choroby autoimmunologiczne[33][34][35][36]
- zwiększona podatność na choroby wirusowe oraz zwiększona zdolność propagacji chorób zakaźnych z powodu dysfunkcji układu odpornościowego wywołanego przewlekłym stanem zapalnym[37]
- nagła śmierć[32]

## Przyczyny
Przypadki nadwagi i otyłości w społeczeństwie wynikają przede wszystkim ze stylu życia. Wzrost w ostatnich latach przypadków nadwagi w społeczeństwie upatruje się w niskiej codziennej objętości aktywności ruchowej i niewielkim jej natężeniu, a także przyjmowanie zbyt obfitych posiłków o niskiej gęstości odżywczej, za to wysokiej gęstości energetycznej w stosunku do aktualnego zapotrzebowania organizmu.
Czynniki sprzyjające nadwadze to:
- zaburzony dobrostan subiektywny[40] (dobrostan psychiczny). Związany przede wszystkim z westernizacją stylu życia[40][41][18].
- zaburzenia rytmu dobowego.
  - Osoby w chronotypie(inne języki)skowronka, cechują się znacznie lepszym zdrowiem od osób w chronotypie sowy lub nieregularnym. Chronotyp wieczorny (zespół opóźnionej fazy snu) prowadzi bardziej niezdrowy styl życia: częściej pali, spożywa alkohol, żywność wysokoprzetworzoną bogatą w cukier, tłuszcz oraz kofeinę[42], posiłki spożywa nieregularnie, często tuż przed snem, co przekłada się m.in. na większe spożycie kalorii w ciągu doby, krótszy sen, niewystarczającą regenerację[38][43].
  - Niekorzystny dla zdrowia jest nieregularny rytm okołodobowy wywoływany chaotycznym trybem życia lub pracą zmianową(inne języki), ponieważ wpływa na zaburzenie rytmu wydzielania hormonów w ciągu doby i interakcje między nimi.
  - Zaburzenie rytmu dobowego wpływa na skład mikrobiomu jelitowego[44][45].
- spożywanie intensywnie promowanej już od początku XX w. tzw. nowej żywności[18]:
  - żywności wysokoprzetworzonej(inne języki), której konsumpcja najczęściej w samotności, pośpiechu, stresie jest niezależnym istotnym czynnikiem rozwoju nadwagi, otyłości oraz niealkoholowego stłuszczenia wątroby.
  - napojów smakowych zamiast wody. Każda porcja (200 ml) spożytego napoju jest przekąską, która nie zaspokaja głodu, wzmaga pragnienie, powoduje, że dana osoba spożywa więcej soli oraz kalorii w przekąsach i posiłkach.
- spadek zawartości składników pokarmowych w warzywach pochodzących z konwencjonalnych upraw związana z jednostronnym wyczerpaniem gleby, nadmiernym stosowaniem sztucznych nawozów, wytworzeniem w wyniku selekcji nowych odmian wysokowydajnych o krótszym okresie wegetacji, bardziej smakowitych, jednak gromadzących mniej witamin, soli mineralnych oraz często niezdolnych do samodzielnego rozmnażania się[46].
- spadek bioróżnorodności pożywnie dostępnego w handlu[46] (mało przetworzone zboża, rośliny strączkowe, warzywa) na korzyść żywności przetworzonej i wysokoprzetworzonej.
- pozorne ograniczenie czasowe będące zabiegiem marketingowym mającym na celu ograniczenie woli jednostki i godzenie się jej na kompromisy, które niekoniecznie w dłuższym okresie są dla niej korzystne[41].
  - nie sprzyjają własnoręcznemu przygotowywaniu posiłków.
  - utrudnia delektowanie się jedzeniem.
  - prowadzi do spożywania coraz większych porcji produktów.
  - spożywania produktów wysokoprzetworzonych typu instant lub do odgrzania. Przede wszystkim typu garmażeryjnego.
  - żywność przetworzona i wysokoprzetworzona np. pakowane ciastka, przekąski, lody, hamburgery są tańsze i bardziej dostępne w ofercie handlowej od świeżych warzyw i owoców co może przełożyć się na niewłaściwe wybory żywieniowe[41].
- ubóstwo w krajach rozwiniętych jako wynik słabo płatnej pracy, słabej edukacji, braku korzystnych wzorców jest skorelowane z określonym modelem ożywiania i częstszymi przypadkami nadwagi oraz otyłości[41][47].
- niewłaściwy model odżywiania np. przejadanie się, podjadanie prowadzi do przyjmowania nadmiernej liczby kalorii, nieregularne jedzenie[48], anarchia żywieniowa. Liczba posiłków, ich wielkość, skład wynika z czynników społeczno-ekonomicznych oraz pory roku.
- niewysterczająca regularna urozmaicona aktywność fizyczna, nieuprawianie umiarkowanej rekreacji sportowej, siedzący tryb życia[49] związana przede wszystkim z określonym modelem wychowania[50].
- nieumiejętność radzenia sobie z lękiem, emocjami, stresem i związane z tym zaburzenia jak m.in. zaburzenia odżywiania, nadużywanie alkoholu, narkotyków[51], słodzonych napojów[52][53]. Długotrwały stres wpływa na zmniejszenie hipokamu (problemy z pamięcią), powiększenie ciała migdałowatego, rozwój depresji, adhedonii, zwiększenie podatności na uzależnienia oraz rozwój przewlekłych stanów zapalnych układu nerwowego[42][54].
- urazy.
- choroby przewlekłe najczęściej związane ze skutkami niewłaściwego trybu życia np. spożywanie żywności wysokoprzetworzonej, brakiem dobrych wzorców, konflikty rodzinne.
- niedoczynność tarczycy[55].
- praca, przebywanie oraz spożywanie posiłków w zamkniętych, niedoświetlonych światłem naturalnym przestrzeniach może być subtelnym czynnikiem stresowym, mającym wpływ na stan psychiczny i w konsekwencji zachowanie i podejmowanie decyzje[56][57].
- niedobór światła słonecznego tłumaczy cześć zaburzeń metabolicznych występujących w krajach rozwiniętych[58][59][60]. Sztuczne oświetlenie ma długofalowe implikacje zdrowotne w postaci m.in. nadwagi i otyłości.
- niedobór witamin z grupy D wiązany jest z częstszymi przypadkami m.in. chorób metabolicznych.
- wiek.
  - wraz z wiekiem chronologicznym w ciele przybywa starych komórek, jednak z nie dokończa wyjaśnionych przyczyn prawdopodobnie na skutek stresu oksydacyjnego niektóre organy starzeją się znacznie wcześniej niż reszta komórek ciała. W starzejących się komórkach zmienia się aktywność wielu genów skutkując zmianami wydzielniczymi m.in. wzrost sekrecji czynników prozaplanych oraz atypowa zmiana w syntezie wielu innych białek. Nadzieje w tym zakresie dają leki senolityczne(inne języki).
  - obserwowany obecnie trend wzrostu masy ciała wraz z wiekiem tłumaczony jest spadkiem przemiany materii wywołanej m.in. niską szczytową beztłuszczową masą ciała i spadkiem masy mięśniowej obserwowanej po 25 roku życia początkowo 0,5 – 1% rocznie, po 50 roku życia 2% rocznie[61].
- Niska zawartość tkanki mięśniowej w ciele. Tkanka mięśniowa ma właściwości m.in. wyciszania przewlekłych stanów zapalnych[62][63].
- nieumiejętna próba zmiany stylu życia skupiona błędnie jedynie na odchudzeniu, bez specjalistyczno wsparcia może doprowadzić do zniszczenia tkanek metabolicznych (tkanka mięśniowa, brunatna tkanka tłuszczowa), zaburzenia równowagi hormonalnej, uszkodzenie tarczycy i w efekcie po czasie tzw. efekt odbicia(inne języki) i wzrost stanów zapalnych[62][63].
- problemy zdrowotne, w tym nadwaga, mogą być propagowane (wstrzykiwane, inkluzjowane) na zasadzie strategii marketingu wirusowego[64][65][66]. Programowanie mechanizmów biologicznych przez mechanizmy psychospołeczne[67].
- mała liczba bliskich kontaktów społecznych może mieć wpływ na większe ryzyko depresji, nadciśnienia, nadwagi i wpłynąć na skrócenie oczekiwanej długości życia[68].
- traumatyczne przeżycia związane z rozłąką lub stratą we wczesnym dzieciństwie[69] m.in. aleksytymia, sieroctwo emocjonalne, sieroctwo społeczne, eurosierodztwo[70].
- indywidualizacja i kulturyzacja jednostki przez przesuwanie odpowiedzialności za jej los na nią samą, przy słabych mechanizmach stabilizacyjnych społeczeństwo może mieć wpływ na rozwój zaburzeń lękowych, które mogą dać objawy somatyczne[71].
- niewystarczające nawodnienie[72],
- stosowanie środków farmakologicznych np. leków psychotropowych (np. przeciwpsychotyczna olanzapina lub przeciwdepresyjna mirtazapina), Insuliny (osoby z cukrzycą insulinozależną mogą przybrać na wadze przez stałe przedawkowanie insuliny).
- spadek temperatury ciała ludzkiego w porównaniu do okresu przedindustrialnego i związany z tym niższy metabolizm[73]. Obecnie średnia temperatura ciała w krajach rozwiniętych u obu płci szacowna jest na 36,4 °C[74]. Przyczyny cywilizacyjnego spadku temperatury ciała nie są znane.
  - według jednej z hipotez duże znaczenie w spadku temperatury ciała ma polepszenie warunków bytowych[74],
  - starzenie się społeczeństwa, ponieważ wraz z wiekiem spada metabolizm, zdolności termoregulacji, ryzyko chorób przewlekłych.
  - zaburzenie homeostazy insuliny przekładające się m.in. na zaburzenie kontroli glikemii i rozwój wielu chorób zespołu metabolicznego pozornie nie związanych: wątroby, układu krążenia, układu nerwowego, autoimmunologiczne, nowotwory[75] itd. gdzie jednym z objawów jest spadek temperatury ciała[76][77][78].
- nadwaga i otyłość w społeczeństwach doświadczonych głodem może być pożądana, być elementem tradycji jako symbol piękna, zdrowia, dobrobytu[79]. Przykładem może być m.in. Mauretania, Nigeria, Papua-Nowa Gwinea, kraje arabskie, gdzie lokalnie nastolatki, rzadziej dzieci przed wyjściem za mąż są wprowadzane w świat kobiet w specjalnych miejscach, gdzie miesiącami dobrowolnie są tuczone produktami bogatymi w skrobię[79].
- niska masa urodzeniowa noworodków, wcześniactwo oraz związany z nimi wzrost kompensacyjny są skorelowane z większą częstotliwością zespołu metabolicznego w okresie późniejszym[67].
- znaczne ograniczenie dobowego oraz sezonowego narażenia na różnice temperatur chodzi przede wszystkim o niskie wartości temperatur z powodu bezprecedensowej z punktu widzenia ewolucji człowieka masowej poprawy warunków bytowych i środowiskowych.
- zanieczyszczenie środowiska ksenobiotykami.

### Teorie powstawania nadwagi oraz otyłości
- Teoria oszczędnego genotypu. Według tej teorii przeżycie organizmu w świecie nieprzerwanych długich okresów głodu i krótkich sytości było uwarunkowane zdolnością do gromadzenia zapasów. W toku naturalnej selekcji udział genotypów odpornych na głód wzrastał. Według tej teorii genotypy wykazujące większą tolerancję na głód we współczesnym świecie nieograniczonego dostępu do żywności nadmiernie tyją.

- Teoria epigenetyczna Waddington(inne języki) lata 40. XX w.[80] U kobiety planującej ciążę, w ciąży oraz okresie karmienia piersią poddanej stresowi, nieaktywnej fizycznie, zwłaszcza przy ubogiej w składniki odżywcze diecie, może dojść do zmian w ekspresji genów, które mogą być przekazane potomstwu za pomocą mechanizmów modulacji epigenetycznej, informując je z wyprzedzeniem, o stanie środowiska zewnętrznego i skutkować, u noworodków mających niską masę urodzeniową, uruchomieniem mechanizmu adaptacyjnego w postaci Wzrost kompensacyjny noworodków i niemowląt(inne języki), co jest zjawiskiem korzystnym, przekłada się bowiem na mniejszą ich śmiertelność i prawidłowy rozwój w niekorzystnym środowisku. Jednak permanentne przekarmienie dzieci i młodzieży mającej tendencję do odkładania tkanki tłuszczowej w porównaniu z rówieśnikami niepoddanymi czynnikom stresu w okresie prenatalnym i wczesnego dzieciństwa może skutkować wystąpieniem u nich zespołu metabolicznego[81][41][82][18].
- Prenatalna hipoteza Barkera (1986–1989), mechanizm programowania wewnątrzmacicznego(inne języki)[83][84][67][85][86], hipoteza oszczędnego fenotypu. Niewłaściwa dieta, niedotlenienie, działanie ksenobiotyków, leków oraz niekontrolowany stres w okresie poprzedzającym ciąże (prekoncepcyjnym) oraz podczas ciąży może wpłynąć na niską masę urodzeniową noworodka. Niska masa urodzeniowa noworodka przy późniejszej poprawie warunków bytowych (przegrzanie, przekarmienie, niska aktywność fizyczna, nadopiekuńczość) może doprowadzić do rozwoju dyslipidemii, nadciśnienia tętniczego, chorób serca i układu krążenia, cukrzycy typu II, udaru mózgu, otyłości[83].

- Insulinowa hipoteza otyłości. Najbardziej prawdopodobne hipotezy rozwoju insulinooporności to: nadmiar tkanki tłuszczowej w ciele, nadmiar kalorii w diecie, przewlekły stan zapalny, zakwaszenie organizmu[72]. Insulinooporność oraz niektóre choroby tarczycy mogą być indukowane otłuszczeniem organów wewnętrznych, najczęściej stłuszczeniem wątroby, występującym w przypadku niemożności odkładania przez organizm tłuszczu w tkance podskórnej[87][55]. Jej wystąpienie związane jest z nieracjonalnym sposobem życia: brak lub niewystarczająca aktywność fizyczna, zbyt wyczerpujące lub zbyt częste treningi sportowe, zbyt krótki sen (zaburzenia snu sprzyjają otyłości, a otyłość insulinooporności), zaburzenia odżywiania jak przejadanie się lub nadmierne odchudzanie się, stres, nałogi (papierosy, alkohol, narkotyki), zażywanie niektórych leków. Za większość przypadków oporność na insulinę odpowiedzialna jest tkanka tłuszczowa, redukcja tkanki tłuszczowej oraz wzrost tkanki mięśniowej do poziomu optymalnego niweluje insulinooporność[4].
- Teoria zaburzenia równowagi kwasowo-zasadowej wywołanej przewlekłym niedotlenieniem komórek tzw. zakwaszenie organizmu na poziomie komórkowym[72], jako następstwo m.in. braku aktywności fizycznej, zaburzeń snu, zatruć, infekcji, stosowania niektórych leków, wielu błędów żywieniowych jak: przejadanie się, diety ubogiej w składniki regulujące, niewystarczającego nawodnienia, nadmiar soli w diecie, u kobiet niedobór żelaza i witaminy B12, stres przewlekły, obecność zdegenerowanych komórek.
- Wirusowa teoria otyłości. Związana z obserwacją częstszego nosicielstwa niektórych wirusów np. adenowirusów przez osoby otyłe. Ta teoria daje nadzieję na nowe możliwość terapii otyłości za pomocą leków przeciwwirusowych i szczepionek[88][89][90].

## Leczenie
Redukcja już nadmiernie rozwiniętej tkanki tłuszczowej jest procesem złożonym.
W przypadku nadwagi i otyłości proces zmiany stylu życia prowadzący do redukcji poziomu tkanki tłuszczowej jest nazywany leczeniem zachowawczym, obejmuje on:
- zwiększenie aktywności fizycznej
- terapię behawioralną

- leczenie dietetyczne

W przypadku kiedy nadwaga występuje z chorobami towarzyszącymi lub otyłości, a leczenie zachowawcze jest nieskuteczne w celu utraty wagi pod kontrolą lekarską, można rozważyć:
- leczenie farmakologiczne
- leczenie chirurgiczne

| Metoda leczenia             | Wartość BMI [kg/m²] | Wartość BMI [kg/m²] | Wartość BMI [kg/m²] | Wartość BMI [kg/m²] | Wartość BMI [kg/m²] |
| --------------------------- | ------------------- | ------------------- | ------------------- | ------------------- | ------------------- |
|                             | 25–26,9             | 27–29,9             | 30–34,9             | 35–39,9             | ≥40                 |
| Leczenie niefarmakologiczne | +                   | +                   | +                   | +                   | +                   |
| Leczenie farmakologiczne    | –                   | –1                  | +                   | +                   | +                   |
| Leczenie operacyjne         | –                   | –                   | –                   | –1                  | +                   |

1 – można zastosować w przypadku występowania chorób towarzyszących
Obecnie nie zaleca się stosowania z uwagi na nieskuteczność i niekorzystny w dłuższym okresie wpływ na zdrowie stosowania diet bardzo niskokalorycznych np. typu 1000 kcal. Spadek masy ciała podczas redukcji powinien być powolny, równomierny, oparty na delikatnym deficycie kalorycznym (ok. 15%) oraz właściwie dobranej aktywności fizycznej. Ubytek masy ciała powinien mieścić się w zakresie 0,5 – 1 kg/tydzień, co daje ubytek od 2 do 4 kg/miesięcznie. Najlepsze efekty daje dieta ubogoenergetyczna (bogatoresztkowa, ograniczająca iść tłuszczów oraz węglowodanów o wysokim IG w diecie) stosowana przez długi okres. Korzystne dla zdrowia nawyki behawioralne oraz żywieniowe pozwalają utrzymać pożądaną zawartość tkanki tłuszczowej w ciele. W celu częściowej kompensacji potencjalnej utraty tkanki mięśniowej i nasilenia procesu utraty tkanki tłuszczowej podczas procesu odchudzania u osób aktywnych fizycznie, bez chorób nerek można zwiększyć spożycie białka do 1,8 – 2,7 g/kg lub nawet >3 g/kg masy ciała/doba przy restrykcji kalorycznej na poziomie 10 do 20% dobowego zapotrzebowania kalorycznego.
Dostępne badania naukowe wskazują, że większe spożycie białka na poziomie 2,5 – 3,3 g/kg w okresie roku (czas trwania badania) przez zdrowe, trenujące osoby nie wpływa w sposób niekorzystny na profil lipidowy krwi i markery funkcji nerek oraz wątroby, ponadto spożywanie dobrej jakości białka przed snem wpływa na podniesienie podstawowej przemiany materii w nocy i dniu kolejnym.